# Hepatozerebrale Degeneration

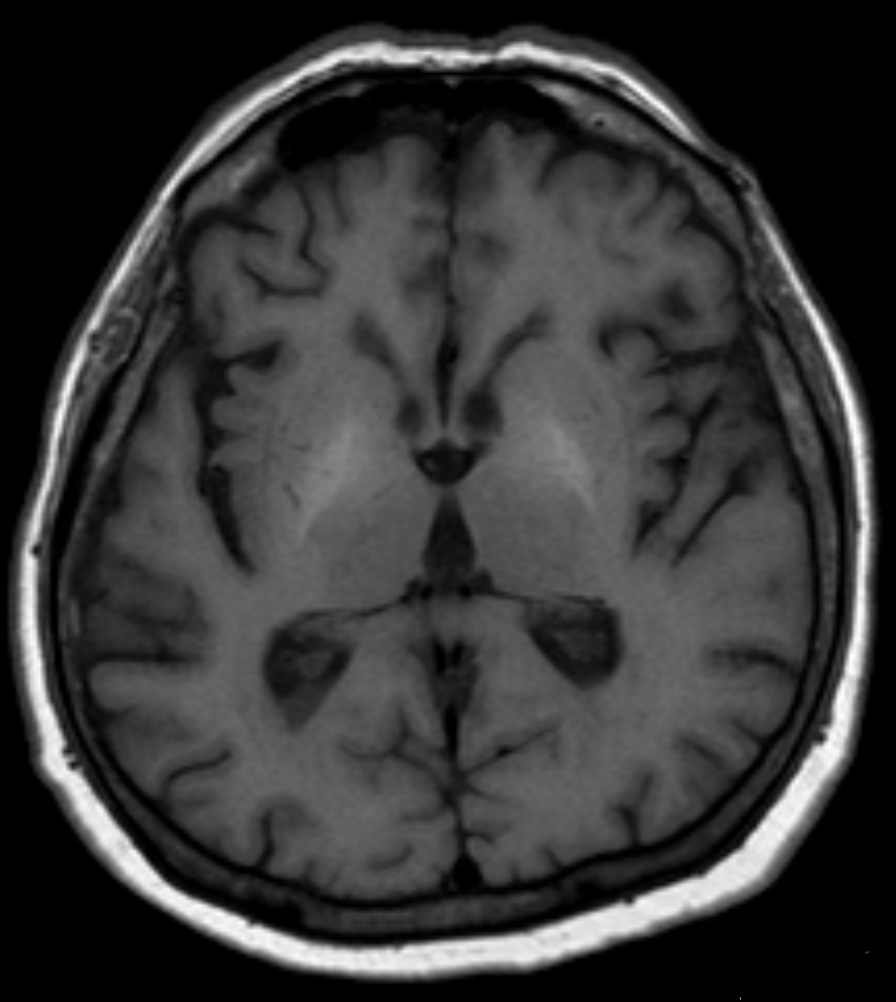
Veränderungen bei hepatozerebraler Degeneration in der MRT hier vor allem im Globus pallidus: hyperintens in T1 nativ

Als Hepatozerebrale Degeneration bezeichnet man eine Schädigung des Gehirns oder von Teilen desselben, die ihre Ursache in einem Leberschaden mit entsprechenden Veränderungen im Stoffwechsel hat. Insbesondere eine verminderte Entgiftungsfunktion der Leber führt zu erhöhten Konzentrationen von Ammoniak und anderen Giftstoffen im Blut, die in der Folge das Gehirn schädigen. Die Ursache für den Leberschaden kann dabei vielfältig sein.

## Symptome
- Bewegungsstörungen
- Einschränkungen der intellektuellen Leistungsfähigkeit
- Gelbsucht und andere Symptome einer Leberzirrhose

## Diagnostik
Für die Diagnostik der zugrunde liegenden Lebererkrankung stehen die üblichen Methoden der Blutuntersuchungen, Sonographie und anderer Schnittbildverfahren sowie die Klinik und gegebenenfalls eine Gewebeprobe der Leber mit histologischer Untersuchung zur Verfügung. Bezüglich der Degeneration im Gehirn sind in der Computertomographie meist keine Veränderungen zu erkennen. Die MRT zeigt typischerweise in den Basalganglien in T1-gewichteten nativen Sequenzen eine Signalerhöhung. Als Ursache werden Ablagerungen von paramagnetischen Mineralien vermutet, die nach Lebertransplantation auch reversibel sein können. T2-gewichtete Aufnahmen zeigen meist keine Auffälligkeiten. Differentialdiagnostisch werden die oben beschriebenen Signalveränderungen gelegentlich bei langer parenteraler Ernährung aber auch bei idiopathischen Verkalkungen gesehen. Auch ein Morbus Wilson ist differentialdiagnostisch in Erwägung zu ziehen.